# Free to air
In chiaro o il free to air (termine mutuato dall'inglese), in sigla FTA, è la trasmissione non criptata di contenuti televisivi e/o radiofonici agli utenti. Il free to air si differenzia quindi dal visibile gratuitamente (nel quale la trasmissione è criptata), e dalla TV a pagamento (nella quale la trasmissione è a pagamento e criptata).

## Utilizzo
Il free to air viene utilizzato dalla televisione pubblica (di norma finanziata dallo stato e spesso anche dalla pubblicità) e dalla televisione privata finanziata esclusivamente dalla pubblicità. In Italia è finanziata anche dai contribuenti, che pagano all'erario un canone annuale che ha natura giuridica di imposta. Il termine "free" è pertanto relativo perché secondo le leggi vigenti in Italia non pagando l'imposta annuale allo Stato per la visione della tv non è possibile usufruire dei canali cosiddetti gratuiti. 
Free to air è spesso utilizzato per indicare le caratteristiche di un ricevitore tv (detto anche decoder). Un ricevitore free to air può avere anche la predisposizione per l'inserimento di smart card per la visione di programmi criptati.
In Italia il ricevitore digitale terrestre (decoder) utilizza il vecchio sistema delle frequenze percepibili on-air con normale antenna centralizzata. Al contrario di altre piattaforme che utilizzano decoder che percepiscono solo le frequenze percepibili attraverso una parabola satellitare.